# قلعة مقدام (الشغادرة)

تعديل مصدري - تعديل

قلعة مقدام هي إحدى قرى عزلة المسواح بمديرية الشغادرة التابعة لمحافظة حجة، بلغ تعداد سكانها 124 نسمة حسب تعداد اليمن لعام 2004.